# Abbaye Notre-Dame de Fontmorigny
Pour les articles homonymes, voir Abbaye de Fontmorigny à Nevers.
L'abbaye Notre-Dame de Fontmorigny est une ancienne abbaye cistercienne fondée en 1149 sur les instances de saint Bernard située sur la commune de Menetou-Couture dans le Cher, à une vingtaine de kilomètres à l'ouest de Nevers (France) où elle possédait un important établissement intra-muros.

## Localisation
L’abbaye se situe en limite sud-est de la commune, à proximité de Torteron. Accessible depuis la RD 189 par le hameau de la Feuillarde, ce val isolé est le cadre typique des établissements cisterciens avec fontaine, ruisseau et bois abondants en bordure.

## Histoire
Dès 1120, on relève  dans l'enclos de l’abbaye actuelle la présence d'une communauté de bénédictins de tradition clunisienne. Sur intervention du seigneur de Montfaucon  et de Pierre de La Châtre, futur archevêque de Bourges celle-ci s'affilie en 1148 à l’ordre de Cîteaux via une de ses premières filles, l'abbaye de Clairvaux. Ce changement imposant la modification de la disposition des bâtiments, un domaine foncier est rapidement constitué entre 1157 et 1181 et la construction débute.
En 1170, la mention de l’abbatia nova atteste de la restructuration des bâtiments. En 1225, cette église Notre-Dame est consacrée par Simon de Sully. En 1245, le dortoir des moines est achevé. Ces travaux étaient notamment financés par la dîme. En 1285, Jean de Boisgibault, damoiseau, donne aux moines de Fontmorigny la moitié de la dîme qu'il tenait en fief de son oncle Philippe de Boisgibault sur le territoire de la paroisse de Tracy, donation garantie par l'évêque d'Auxerre.
Au cours de la guerre de Cent Ans, l'abbaye subit de nombreux dommages. Les réparations durent de 1480 et 1500 : bâtiment des convers, logis d'entrée. En 1527, Louis IV de Bueil, comte de Sancerre, agissant en seigneur féodal, confirme aux moines de Fontmorigny la dîme de Boisgibault. Au début du XVIe siècle, un nouveau logis abbatial est construit et relié au bâtiment des convers par la tour d'escalier ; mais l'ensemble de l'abbaye n'est pas entretenu.
En 1722, date portée sur la porte d’entrée, d'importants travaux sont entrepris, avec reconstruction complète du cloître mais suppression des collatéraux et de plusieurs travées de la nef de l'abbatiale.
À partir de 1791, vendue comme bien national, l'abbaye est transformée en exploitation agricole et logements pour les ouvriers des usines métallurgiques de Torteron. En 1988, commence sa restauration sous la direction de Mme Claude Mangeot avec l'appui de la Fondation du Patrimoine.

## Description sommaire
De l'abbaye du XIIe siècle, il ne subsiste que l'église, le réfectoire des convers et la cave voûtée sur croisées d'ogives du logis d'entrée, sans doute la porterie et le cloître. La construction est en moellon enduit pour les murs et en pierre de taille pour les encadrements des ouvertures, les arêtes et les contreforts.
L’abbatiale occupe le côté nord, le cloître l’angle compris entre le bras sud du transept et la nef ; sa cour intérieure est entourée de bâtiments sur ses 4 côtés. Les dortoirs situés à l'étage communiquaient avec l’église par la porte ouverte dans le pignon du transept sud à l’aide de l’escalier débouchant à l’intérieur de l’église.
À l’ouest du cloître, séparé de celui-ci, se trouve le bâtiment dit des convers. À l’un de ses angles est annexé un pavillon XVe siècle et d'autres bâtiments XVIe et XVIIe siècles le bordent à l’ouest. Au sud, le vivier de 80 m de long sur 25 m de large creusé dans le roc sur un terrain déclive s’étendait d’est en ouest. le colombier est situé à l’angle sud-est de l’enclos. Au nord et en dehors de l’enclos, la source assure la vie humaine, animale et monastique.
L’abbatiale, la boulangerie, le cellier et le logis du XVe siècle attenant situé à l’ouest à l’entrée de l’abbaye avec la cave voûtée, sont classés par les Monuments historiques par décret du 28 décembre 1984. Le reste de l’édifice reste inscrit sur l’Inventaire supplémentaire des Monuments historiques par arrêté du 21 novembre 1925.

## Galerie

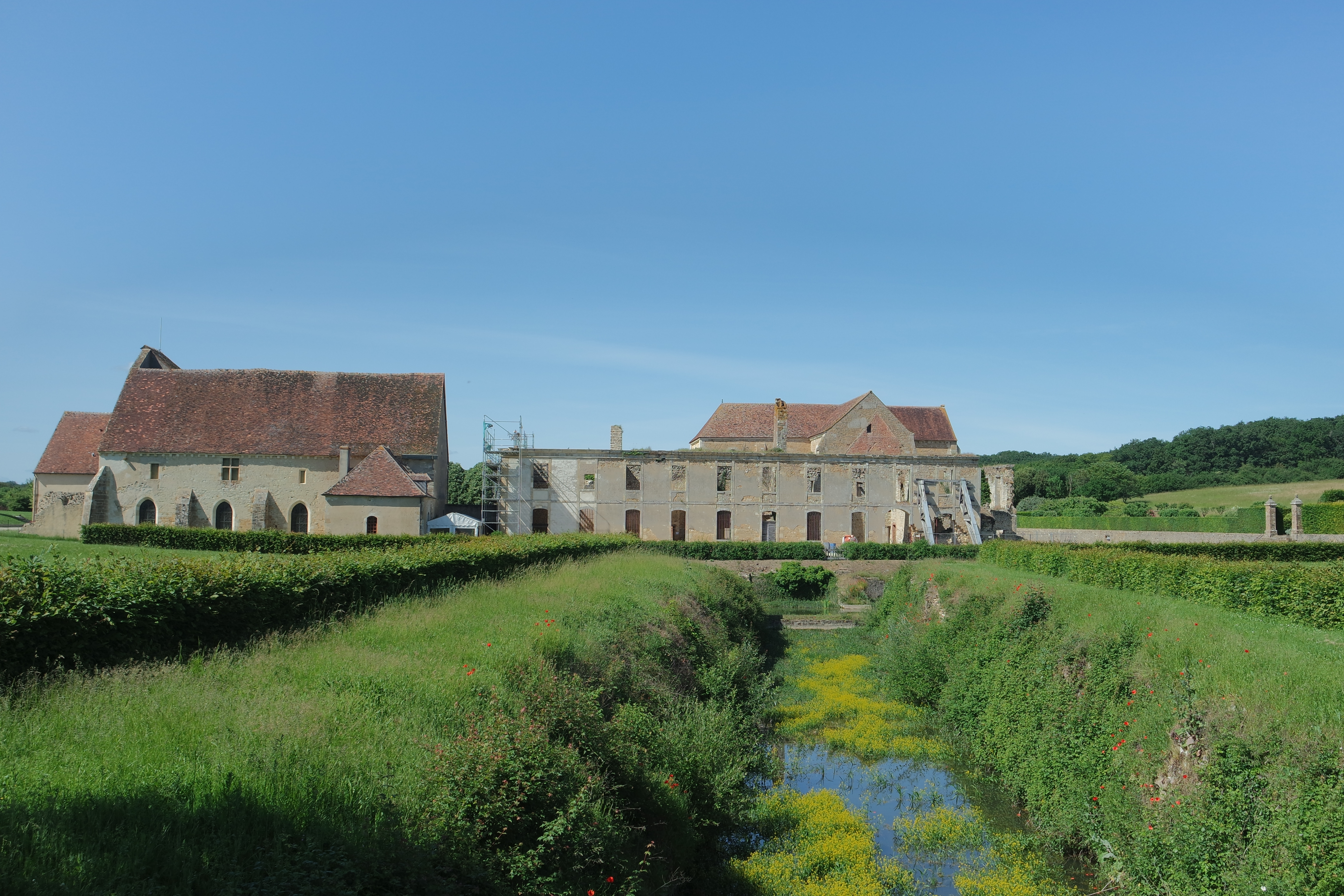
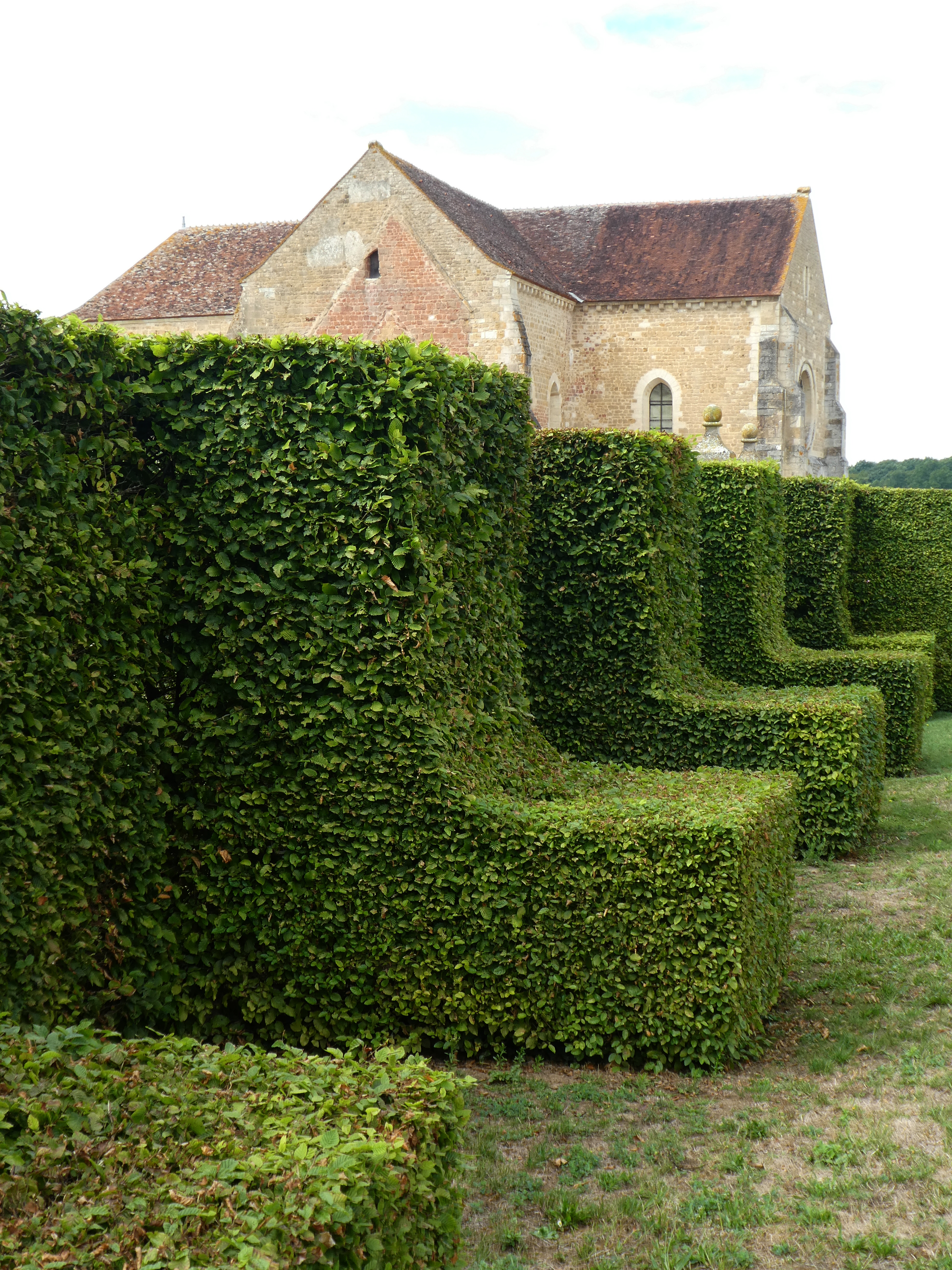
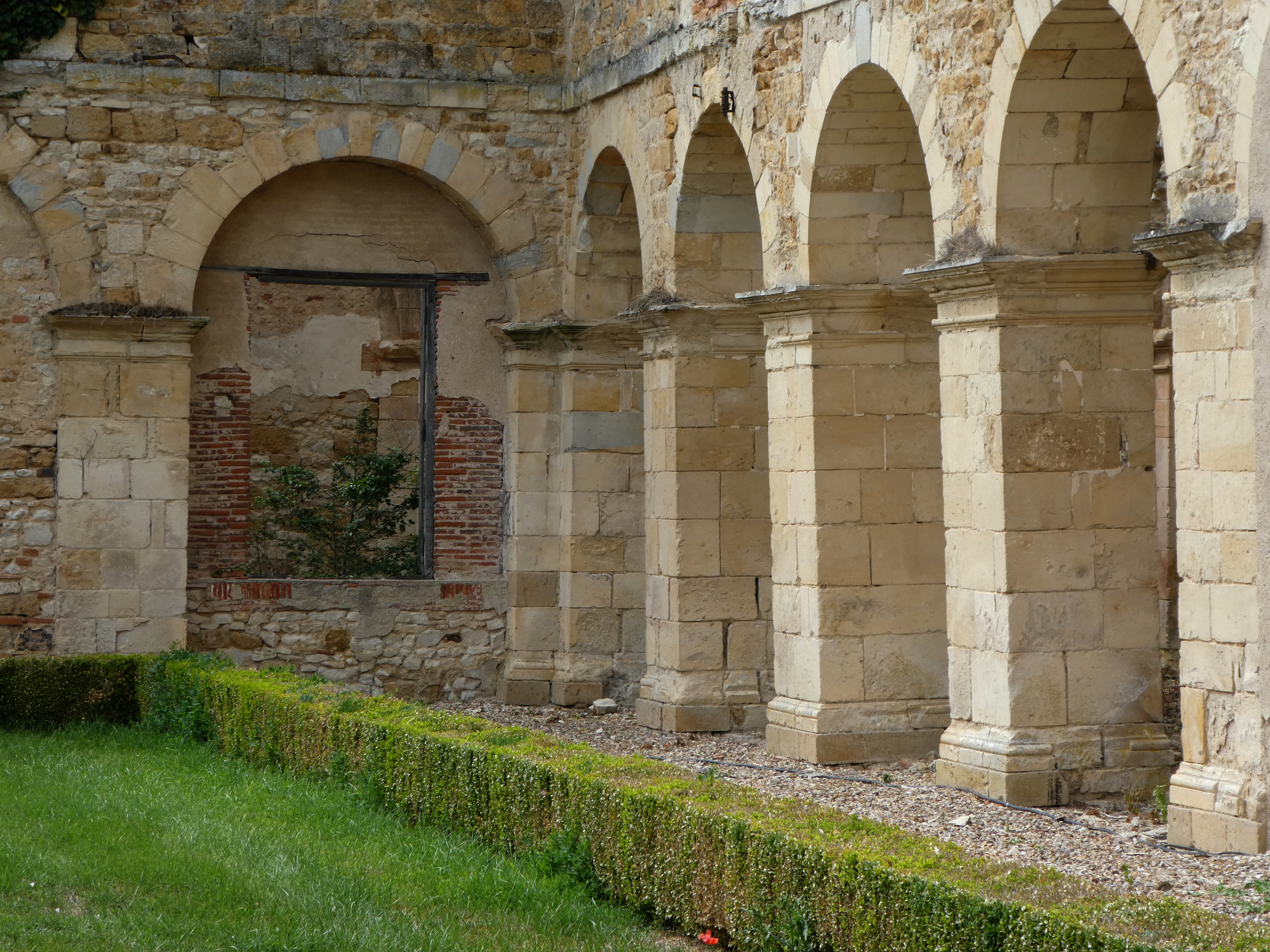
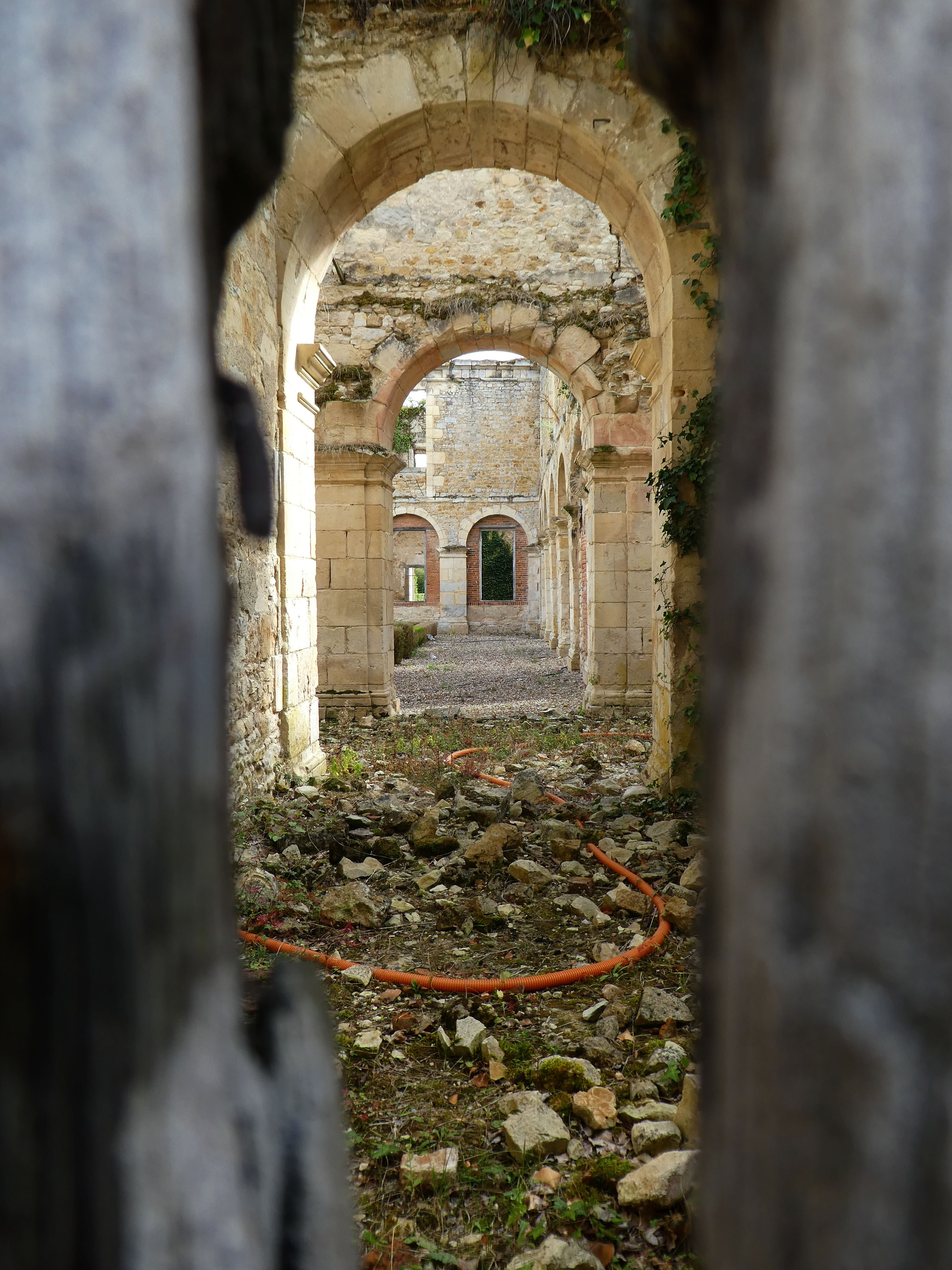
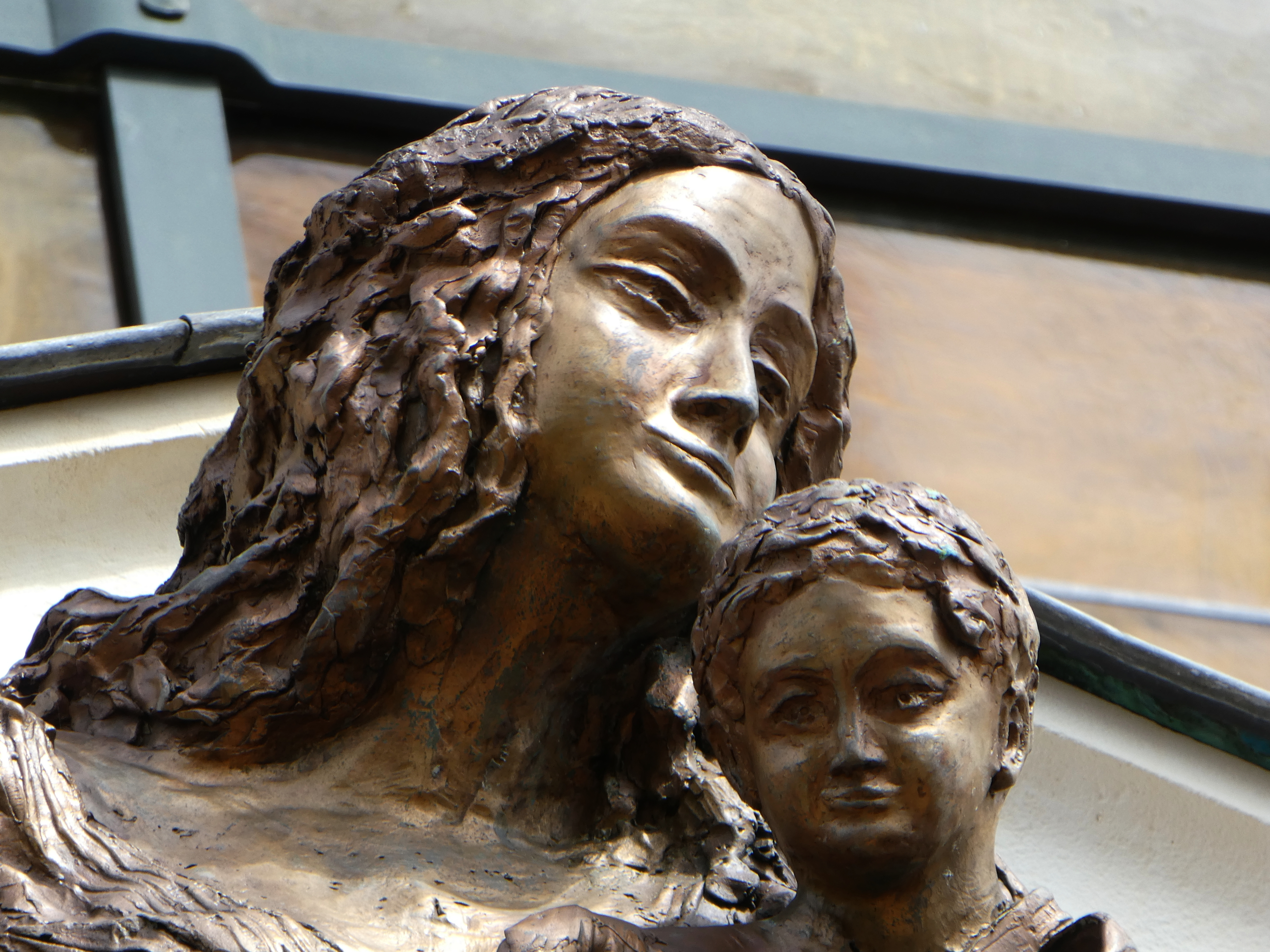

## L'abbatiale

### Aspect extérieur
Commencée vers 1160, sa construction se poursuit lors d'une seconde campagne de 1190 avec rehaussement des murs, installation de fenêtres hautes, mise en place de croisées d’ogives dans le chœur. Le chevet plat est percé de trois lancettes surmontées d’un oculus central. Les deux dernières travées de la nef, les chapelles absidioles seront détruites lors de l’effondrement de 1722.
Son plan en forme de croix latine est orienté et des contreforts rectangulaires peu saillants renforcent les angles. Lors des travaux de 1722, la nef fut diminuée de 2 voire de 3 travées à l’ouest et sa façade entièrement recomposée. La porte est entourée de pilastres doriques plats avec fronton orné d’un écu parti au 1 à une fontaine décorative, au 2 à 3 moutons superposés à longues cornes rabattues horizontalement. Le pignon nord du transept comporte 3 fenêtres, 2 en bas et un au-dessus. On note deux fenêtres ouvertes dans le mur est de chaque bras, au-dessus des toits des chapelles carrées. Il subsiste des amorces de voûte dans le bras sud, qui laissent supposer un passage aigu, peu élevé. Dans le bras nord, tout a disparu.
Le chœur à chevet plat présente 2 fenêtres ouvertes dans les murs nord et sud. A l'est, 3 fenêtres au sommet légèrement en ogive sont surmontées d’un oculus rond entouré d’un tore d’angle et d’une baguette. Quatre chapelles rectangulaires s’ouvraient à l’est du transept.
En 1997, un ensemble de carrelages en céramique glaçurée fut retrouvé à leur emplacement. Ceux-ci appartiennent à 2 niveaux de circulations séparés par une marche. Les ruptures de décor s’expliquent par les réparations et les modifications : ajout d’un mur vers le transept vers 1600 et restructuration de l’église entre 1722 et 1732. Les lacunes peuvent s’expliquer par l’emplacement de marches d’autels ou de lavabos. Ces carreaux furent posées sur un enduit frais et un badigeon de lait de chaux sur les murs les a en partie recouverts. Quatre formes de carreaux disposés en petits tapis forment des ensembles géométriques de couleur noire, marron et jaune. La chapelle sud conserve des éléments d’une roue agrémentés d’un décor de fleur stylisée de couleurs jaune et vert franc.

### Aspect intérieur
D’après les fouilles exécutées au pied de l’angle sud-est, le sol de la nef serait surélevé d’environ 1,30 m. Les voûtes se pénètrent à arêtes vives. Les arcades du mur sud de la nef et du bras sud du transept suggèrent l’existence d’une série de chapelles de ce côté : en 1301, Pierre de Fontenay fit bâtir une chapelle dédiée à saint Antoine, dans l’église. Mais il peut aussi s’agir d’arcs de décharge, inutiles au nord vide de toute construction.
Le transept est en voûtes sur croisée d’ogives. L’abaissement des retombées n’existant pas, la voûte conserve une forme de dôme accusée, avec une surélévation centrale de 1,20 m environ. Au centre de la croisée centrale, formant clé, se trouve le trou à cloche que surmonte le campanile en bois. L’accès se faisait par l’escalier en bois dont on voit l’alvéole à l’angle du chœur et du bras sud du transept. On y accédait par la porte donnant sur le transept et par l’échelle ou escalier de bois à l’intérieur. La porte du bras nord ouvre sur la fontaine, celle du bras sud sur l'escalier de matines.
Le chœur est voûté sur croisée d’ogives. Les arcs sont de section carrée et leurs arêtes ont 2 tores. Ceux-ci reposent sur des culs-de-lampe placés dans les angles à 1 m au-dessous des chapiteaux des pilastres ; ainsi leurs points de rencontre se trouvent à 30 cm au-dessus des clefs des arcs doubleaux. Les arcs doubleaux rectangulaires reposent sur des piédroits carrés saillants devant les murs. Le chapiteau se réduit à un bandeau formé d’une gorge et d’une baguette au-dessous.
La décoration du fond du chevet masque la partie basse des 3 fenêtres. 2 colonnes composites, cannelées, avec bague au centre, portent un fronton coupé ; 2 autres colonnes semblables sont en arrière et au-dehors. Au centre, cadre avec bandes de marbre noir. Dans les angles des parties occupées du fronton se trouvent des têtes d’anges, entourées de rinceaux à rocailles. Au-dessus, une corniche avec cintre au milieu abritant une tête d’ange. Sur le tout s’élève une niche à pilastres, encadrant une statue de la Vierge à l’Enfant. À droite et à gauche, deux figurent demi-nues sortant de gaines de feuillage. La niche a pour coupole une coquille avec au-dessus un écusson vide.
À droite et à gauche de ce décor, sont 2 niches avec incrustation de marbre ; à droite une statue de sainte, à gauche une statue de moine ; au-dessus de ce dernier, un écusson dans les rocailles : partie 1 à la bande échiquetée de deux rangées ; au 2 de … à 3 flambeaux, et à un croissant en chef. Devant, l'autel en pierre est couvert de rinceaux rabattus aux angles et encadrant au milieu un cartouche. La table XIVe siècle, retaillée, a des anges encenseurs aux tympans. Un surplis indique que le personnage représenté était prêtre ; à ses pieds un chien.

## La clôture
Le cloître et les bâtiments conventuels sont rebâtis entre 1725 et 1740. Après l’expulsion des religieux et la vente du mobilier en 1791, cet ensemble architectural est conservé pour loger les ouvriers des usines métallurgiques de Torteron. En 1925 commence une période d’abandon qui mène à la ruine. À partir de 1990, le travail de nettoyage et de défrichage permet de rendre lisible cette architecture.

### Le bâtiment des convers
Situé au nord-ouest du cloître, c'est un bâtiment du XIIIe siècle de 27 mètres par 14 à rez-de-chaussée voûté avec des chapiteaux à feuilles. qui abrite le réfectoire des convers au rez-de-chaussée et leur dortoir à l'étage. Extérieurement, il présente des contreforts puissants pour maintenir les poussées. Des fenêtres évasées au-dedans et au-dehors ont été murées. Les parties supérieure furent abaissées.
Intérieurement, il se divise en 4 travées voûtées d'arêtes sur 2 largeurs, soit 8 carrés voûtés de pénétration séparés par des arcs doubleaux rectangulaires retombant sur trois piliers isolés, octogonaux. Leurs chapiteaux sont chargés de 8 feuilles nervées naissant au milieu de la corbeille et un peu retournées au haut ; le tailloir porte des moulures, tore, doucine et bandeau. Les retombées des arcs doubleaux au droit des murs sont portés par des corbeaux moulurés.
Défiguré par les aménagements agricoles vers 1920, il est restauré à partir de 1995 et sert de salle de réception. La boulangerie du XVIIIe siècle est adossée au mur sud du réfectoire et des fondations subsistent en retour d’équerre de l’église.

### Le cloître
Rebâti à partir de 1722, le cloître rectangulaire proprement dit est en ruine. Il se composait quatre galeries éclairées par des arcades en plein cintre. Les bâtiments qui l’entourent se composent d’un rez-de-chaussée et d’un étage. Au rez-de-chaussée, les piliers sont carrés ; des saillies sur chaque côté forment des pilastres plats. Les voûtes sont surbaissées et sous les arcades court un stylobate à tablette. Ces galeries desservaient les pièces disposées et éclairées au-dehors. L’accès au premier étage se faisait par les escaliers droits en pierre, avec rampe et ferronnerie. Les galeries en étage sont solivées ou recouvertes de fausses voûtes en plâtre. Les portes des cellules et des dortoirs sont encadrées de chambranles en bois mouluré. Au-dehors, les fenêtres sont entourées de bandeaux. Les lucarnes sur cour sont en fait des oculus.

### Le logis abbatial
Construit entre 1725 et 1790 et très endommagé, il conserve, au rez-de-chaussée, deux travées voûtées d'ogives reposant sur des culots. On note en outre la cuisine de la maison abbatiale XVe siècle, une tour avec escalier en vis. XVe siècle, le logis d’entrée XVe siècle, les caves ainsi que le jardin, son vivier et un colombier, tour ronde à cordon circulaire  à toit conique avec boulins à 'intérieur.

## Les abbés
- Gilbert, abbé vers 1149, obtient une bulle d'Adrien IV et d'Alexandre III ;

...
- Gui, obtient une bulle d'Innocent III en 1205 ;

...
- 1400 - Étienne de Corbigny[7]

À partir du Concordat de Bologne, commence la série des abbés commendataires et seigneurs temporels :
- 1733 : Louis-Antoine de Boursault de Viantais, abbé de la Chapelle-aux-Planches en 1700-1717[8].
- Henri de Cordon, vicaire général d'Embrun, abbé de Fontmorigny (dates), chantre, chanoine-comte de Lyon en 1770.

## Filiation, terriers et dépendances
Notre-Dame de Fontmorigny est fille de l'abbaye de Clairvaux.
L'abbaye de Fontmorigny à Nevers est une de ses possessions intra-muros. Ce bâtiment avec tourelle d'escalier en vis à l'arrière date du XVe siècle. Il s'élève sur des caves dimières voûtées d'ogives qui servaient de dépôt des mesures et de lieu de paiement pour les droits de l'abbaye. Elles conservaient également la vendange des vignes de l'abbaye sises à la Pisserote et aux Montapins, dans les environs de Nevers.
Au Moyen Âge, ses moines tirent également parti des ressources naturelles du site qui connaît un important essor économique grâce à la sidérurgie.

## Héraldique

Blason de l'abbaye.

Le blason de l’abbaye est d’azur, à une fontaine d’or, sur une motte de sinople, accostée de 6 fleurs de lis d’or posées en orle (d’Hozier, Armorial général, t. V, p. 217). Le thème de l’eau est commun avec l’abbaye de Fontainejean, à Saint-Maurice-sur-Aveyron dans le Loiret. Le réseau hydraulique complexe qui circule sous les lieux réguliers et le grand vivier de 80 m × 25 m rappellent la compétence des religieux dans l’utilisation et dans la maîtrise des eaux.

## Valorisation du patrimoine
L'abbaye est une propriété privée de Mme Claude Mangeot. Elle est ouverte :
- les jours fériés et week-ends de Pâques au 30 juin et du 1er septembre au 1er novembre,
- du mardi au dimanche du 1er juillet au 31 août et
- hors saison, sur rendez-vous.

Depuis 1998, le festival “Musique à Fontmorigny“ constitue un rendez-vous musical majeur et un temps de vie important de l’abbaye. Organisé par l’Association des Amis de Fontmorigny et sous la direction artistique d’Emmanuel Bardon, le festival met en valeur le patrimoine culturel de l’abbaye,.
En 2009, la propriétaire confie la réalisation de sculptures et de vitraux contemporains pour l'ancienne abbatiale à Françoise Bissara-Fréreau.